# Сьверче-Сюлкі
Сьверче-Сюлкі (пол. Świercze-Siółki) — село в Польщі, у гміні Сьверче Пултуського повіту Мазовецького воєводства.
Населення — 71 особа (2011).
У 1975-1998 роках село належало до Цехановського воєводства.

## Демографія
Демографічна структура станом на 31 березня 2011 року:
|          | Загалом | Допрацездатний вік | Працездатний вік | Постпрацездатний вік |
| -------- | ------- | ------------------ | ---------------- | -------------------- |
| Чоловіки | 40      | 9                  | 24               | 7                    |
| Жінки    | 31      | 5                  | 18               | 8                    |
| Разом    | 71      | 14                 | 42               | 15                   |